# Ichneutica unica
Ichneutica unica là một loài bướm đêm trong họ Noctuidae.